# ФК Дарби Каунти
Дарби Каунти (на английски: Derby County) е английски професионален футболен отбор, основан през 1884 г. Домакинските си мачове играе на стадион Прайд Парк (на английски: Pride Park) в Дарби. Прякорът на отбора е „овните“.

## История
Дарби Каунти е основан от членове на крикет-клуба Дарбишайър Каунти, които търсели занимание за зимата. Клубът е един от основателите на Футболната лига на Англия през 1888 г. През 1903 г. достигат финал за купата на Англия, който губят от ФК Бери с 6:0. През 1907 г. Дарби Каунти за първи път губи мястото си в най-горната дивизия на английския футбол. По това време звездата на отбора е Стийв Блумър, който за кратко играе в Мидълзбро, но след завръщането си през 1910 г. помага на клуба да се изкачи отново в тогавашната Първа дивизия. През 1914 г. Дарби отново изпада от Първа дивизия. Блумър се оттегля от футбола с 332 гола в 525 мача за Дарби, с които е най-добрият голмайстор на Дарби за всички времена. Още през следващата година Дарби успява да върне статусът си на отбор от Първа дивизия.
От 1921 г. до 1926 г. Дарби отново играе във Втора дивизия, но през 1923 г. достига полуфинал за купата на Англия. През 1930 г. завършват втори в Първа дивизия. През 1933 г. Дарби отново достига полуфинал за купата на Англия, а през 1935 г. отново завършва втори за първенство.
През 1946 г. борбата за купата на Англия е подновена след Втората световна война и Дарби мигновено я печели. През 1952 г. Дарби отново напуска Първа дивизия и успява да се завърне едва през 1969 г. През 1970 г. клубът завършва на 4-то място в Първа дивизия, което дава възможност за участие за купата на УЕФА, но поради наказание за административни грешки футболната асоциация на Англия не им позволява да се възползват.
Големите успехи на „Овните“ са от 70-те години на XX век, когато те стават два пъти шампиони на Англия (през сезоните 1971 – 72 и 1974 – 75) и достигат полуфинал за Купата на Европейските шампиони (КЕШ) през 1973 г., който губят от Ювентус. Десетилетието завършва за Дарби с изпадане от Първа дивизия.
През 1984 г. Дарби изпада в Трета дивизия, най-лошата им позиция в първенството от създаването на клуба, но през 1987 г. отново се изкачва до Първа дивизия. Към клуба се присъединяват английските национали Питър Шилтън и Марк Райт, а през 1988 г. клубът чупи трансферния си рекорд като дава над 1 милион паунда за Дийн Саундърс.
Поради финансови проблеми клубът изпада във Втора дивизия през 1991 г. от където успява да се върне в новосъздадения Премиършип през 1996 г. с директна промоция.
През 2008 г. Дарби изпада от Висшата лига, като печели 11 точки – най-малкото точки, събрал отбор за един сезон в историята. Изпадането е фактически ясно от март, с което Дарби става първият отбор, изпаднал толкова рано от Висшата лига в историята.

## Настоящ състав

### Вратари
- 31  Джош Викърс
- 13  Скот Лоуч
- 1  Джо Уайлдсмит

### Защитници
- 2  Кейн Уилсън
- 12  Нейтън Бърн
- 4  Иран Кашин
- 5  Сони Брадли
- 23  Джо Уорд
- 3  Крейг Форсайт
- 26  Калъм Елдър
- 24  Райън Нямбе
- 34  Джейк Руни
- 35  Къртис Нелсън

### Полузащитници
- 4  Дарън Робинсън
- 4  Конър Хурихейн
- 10  Ебу Адамс
- 17  Луи Сибли
- 12  Корей Смит
- 16  Лиам Томпсън
- 5  Тайрийз Форна

### Нападатели
- 10  Мартин Уагхорн
- 14  Конър Уошингтън
- 11  Натаниел Мендез-Лейнг
- 7  Том Баркхъйзен
- 9  Джеймс Колинс
- 25  Дуайт Гейл
- 27  Кори Блакет-Тейлър

## Отличия
- Шампион на Англия – 2 пъти
  - 1972, 1975
- Носител на Купата на Англия – 1 път
  - 1946
- Texaco Cup – 1 път
  - 1972
- Watney Cup – 1 път
  - 1970

## Известни футболисти
- Питър Шилтън
- Стив Блумър
- Уейн Рууни